# PKB realny
Produkt krajowy brutto realny, PKB realny (ang. real gross domestic product, real GDP) – jeden z podstawowych mierników dochodu narodowego. PKB realny opisuje wartość wszystkich finalnych dóbr i usług wytworzonych w danym okresie (najczęściej roku), na terytorium danego kraju. Liczony jest w cenach stałych rynkowych w okresie bazowym, zmiana cen bieżących (inflacja, deflacja) nie ma wpływu. PKB realny jest właściwym miernikiem zmian produkcji w czasie (wzrostu gospodarczego), ponieważ zmienia się tylko z powodu zmieniania się rozmiaru fizycznego produkcji krajowej.